# Danh sách thủ môn Giải bóng đá Ngoại hạng Anh giữ sạch lưới hơn 100 trận
Trong bóng đá một thủ môn được coi là "giữ sạch lưới" nếu họ không để đối phương ghi bàn trong một trận đấu.
Từ khi Premier League ra đời mùa 1992–93, 14 thủ môn đã có hơn 100 lần giữ sạch lưới tại Premier League.
Trong mùa 1997–98, Peter Schmeichel trở thành thủ môn đầu tiên có 100 lần giữ sạch lưới tại Premier League.
Petr Čech, khi đang thi đấu cho Chelsea mùa 2004–05, giữ kỉ lục về số lần giữ sạch lưới trong một mùa giải với 24 lần. Kỷ lục giữ sạch lưới liên tiếp cũng được thiết lập bởi Čech, thủ môn đầu tiên có chuỗi mười trận sạch lưới; Edwin van der Sar sau đó đã phá kỉ lục với 14 trận mùa 2008–09 khi thi đấu cho Manchester United.
Thủ môn đầu tiên giữ sạch lưới tại Premier League là Tim Flowers và Ian Walker trong trận đấu mùa khi màn khi Southampton và Tottenham Hotspur hòa 0–0; các thủ môn khác đều để lọt lưới ngày hôm đó.
Mỗi băn thủ môn nào giữ sạch lưới nhiều nhất Premier League sẽ được trao giải Găng tay vàng Giải bóng đá Ngoại hạng Anh. Lần đầu được trao năm 2004–05, đã có 5 thủ môn giành giải, với Joe Hart giữ kỉ lục nhiều nhất với 4 lần.
Petr Čech trở thành thủ môn có số lần sạch lưới cao nhất khi gặp AFC Bournemouth ngày 28 tháng 12 năm 2015.

## Cầu thủ
| 1 | Petr Čech          | 443 | 202 | 0,45 | Chelsea (162), Arsenal (16)                                                                   | [ 2 ] [ 3 ] [ 4 ] |
| 2 | David James        | 572 | 169 | 0,30 | Liverpool (72), Aston Villa (21), West Ham United (18), Manchester City (19), Portsmouth (39) | [ 5 ]             |
| 3 | Mark Schwarzer     | 514 | 152 | 0,30 | Middlesbrough (93), Fulham (56), Chelsea (2), Leicester City (1)                              | [ 6 ]             |
| 4 | David Seaman       | 344 | 142 | 0,41 | Arsenal (138), Manchester City (4)                                                            | [ 7 ]             |
| 5 | Nigel Martyn       | 372 | 138 | 0,37 | Crystal Palace (25), Leeds United (82), Everton (31)                                          | [ 8 ]             |
| 6 | Pepe Reina         | 285 | 134 | 0,47 | Liverpool (134)                                                                               | [ 9 ]             |
| = | Edwin van der Sar  | 314 | 134 | 0,43 | Fulham (42), Manchester United (92)                                                           | [ 10 ]            |
| 8 | Tim Howard         | 399 | 132 | 0,33 | Manchester United (16), Everton (116)                                                         | [ 11 ] [ 12 ]     |
| = | Brad Friedel       | 450 | 132 | 0,29 | Liverpool (6), Blackburn Rovers (77), Aston Villa (35), Tottenham Hotspur (14)                | [ 13 ]            |
| 10 | Peter Schmeichel   | 310 | 129 | 0,42 | Manchester United (113), Aston Villa (7), Manchester City (9)                                 | [ 14 ]            |
| 11 | Joe Hart           | 301 | 119 | 0,40 | Manchester City (107), Birmingham City (10)                                                   | [ 15 ]            |
| 12 | Shay Given         | 444 | 116 | 0,26 | Blackburn Rovers (1), Newcastle United (91), Manchester City (15), Aston Villa (9)            | [ 16 ]            |
| 13 | Thomas Sørensen    | 364 | 109 | 0,30 | Sunderland (36), Aston Villa (46), Stoke City (27)                                            | [ 17 ]            |
| = | Jussi Jääskeläinen | 436 | 109 | 0,25 | Bolton Wanderers (89), West Ham United (20)                                                   | [ 18 ]            |
| (Đậm chỉ thủ môn còn đang thi đấu tại Premier League) (Nghiêng chỉ thủ môn đang thi đấu ngoài Premier League) Số liệu tính tới 15 tháng 5 năm 2016. |                    |     |     |      |                                                                                               |                   |

## Cột mốc
| Cột mốc                     | Cầu thủ          | Trận                                 | Ngày                |
| --------------------------- | ---------------- | ------------------------------------ | ------------------- |
| Trận sạch lưới thứ đầu tiên | Tim Flowers      | Southampton 0–0 Tottenham Hotspur    | 15 tháng 8 năm 1992 |
| Trận sạch lưới thứ đầu tiên | Erik Thorstvedt  | Southampton 0–0 Tottenham Hotspur    | 15 tháng 8 năm 1992 |
| Trận sạch lưới thứ 50       | Peter Schmeichel | Manchester United 3–0 Arsenal        | 22 tháng 3 năm 1995 |
| Trận sạch lưới thứ 100      | Peter Schmeichel | Crystal Palace 0–3 Manchester United | 27 tháng 4 năm 1998 |
| Trận sạch lưới thứ 150      | David James      | Portsmouth 0–0 Everton               | 1 tháng 12 năm 2007 |

## Chuỗi liên tiếp
| Số trận | Cầu thủ           | Câu lạc bộ        | Ngày                                        | Mùa giải           |
| ------- | ----------------- | ----------------- | ------------------------------------------- | ------------------ |
| 14      | Edwin van der Sar | Manchester United | 22 tháng 11 năm 2008 – 18 tháng 2 năm 2009  | 2008–09            |
| 10      | Petr Čech         | Chelsea           | 18 tháng 11 năm 2004 – 15 tháng 3 năm 2005  | 2004–05            |
| 8       | Pepe Reina        | Liverpool         | 29 tháng 10 năm 2005 – 28 tháng 12 năm 2005 | 2005–06            |
| 8       | Petr Čech         | Chelsea           | 31 tháng 1 năm 2007 – 7 tháng 4 năm 2007    | 2006–07            |
| 7       | Neville Southall  | Everton           | 1 tháng 11 năm 1994 – 17 tháng 12 năm 1994  | 1994–95            |
| 7       | Peter Schmeichel  | Manchester United | 8 tháng 5 năm 1997 – 30 tháng 8 năm 1998    | 1996–97 và 1997–98 |
| 7       | Paul Jones        | Southampton       | 13 tháng 1 năm 2001 – 17 tháng 3 năm 2001   | 2000–01            |
| 6       | Alex Manninger    | Arsenal           | 31 tháng 1 năm 1998 – 14 tháng 3 năm 1998   | 1997–98            |
| 6       | Petr Čech         | Chelsea           | 30 tháng 4 năm 2005 – 17 tháng 9 năm 2005   | 2004–05 và 2005–06 |
| 6       | David de Gea      | Manchester United | 2 tháng 2 năm 2013 – 30 tháng 3 năm 2013    | 2012–13            |
| 6       | Joe Hart          | Manchester City   | 24 tháng 5 năm 2015 – 19 tháng 9 năm 2015   | 2014–15 và 2015–16 |
| 6       | Fraser Forster    | Southampton       | 13 tháng 1 năm 2016 – 13 tháng 2 năm 2016   | 2015–16            |
| 6       | Ederson Moraes    | Manchester City   | 15 tháng 9 năm 2018 – 4 tháng 11 năm 2018   | 2018–19            |
| 6       | Thibaut Courtois  | Chelsea           | 1 tháng 10 năm 2016 – 26 tháng 11 năm 2016  | 2016–17            |